# مطار أقسو هونغكيبو
مطار أقسو هونغكيبو (بالصينية: 阿克苏红旗坡机场)(إياتا: AKU، إيكاو: ZWAK) يقع في مدينة اكسو في جمهورية الصين الشعبية. صنف مطار أقسو في المرتبة التاسعة والسبعون في الصين من حيث عدد الركاب عام 2011 وفقًا لإدارة الطيران المدني في الصين، حيث تعامل مع 412,085 راكب، وبلغ إجمالي حركة الطائرات (القادمة والمغادرة) 5,460 طائرة وقد بلغت كمية البضائع المنقولة عبر المطار 834 طن.

## شركات الطيران والوجهات
| شركـات طيـران          | الوجهات |
| ---------------------- | --- |
| طيران الصين            | مطار بكين العاصمة الدولي، مطار تشنغدو شوانغليو الدولي، مطار تشونغتشينغ جيانغبى الدولي، مطار لانتشو تشونغ تشوان، مطار أورومتشي ديوبو الدولي                                                                                     |
| Chengdu Airlines       | مطار تشانغشا هوانغوا الدولي، مطار تشنغدو تيانفو الدولي |
| طيران الصين اكسبرس     | مطار تشنغدو تيانفو الدولي، مطار تشونغتشينغ جيانغبى الدولي، مطار هامي، مطار كاراماي، مطار كاشغر الدولي، مطار كورلا، مطار قوزهو، مطار تومتشوك، مطار توربان جياهوي، مطار شينينغ الدولي، مطار شيشوانغباننا غاسا الدولي، مطار ينينغ |
| خطوط جنوب الصين الجوية | مطار هانغتشو شياوشان الدولي، مطار خوتان، مطار كاشغر الدولي، مطار أورومتشي ديوبو الدولي، مطار تشنغتشو الدولي Seasonal: مطار شانغهاي بودنغ الدولي                                                                                |
| Chongqing Airlines     | مطار تشونغتشينغ جيانغبى الدولي، مطار كاشغر الدولي |
| Qingdao Airlines       | مطار كورلا، مطار لانتشو تشونغ تشوان، مطار نانجينغ الدولي |
| خطوط شاندونغ الجوية    | مطار غينغادو جياودونغ الدولي، مطار أورومتشي ديوبو الدولي، مطار شيان شيانيانغ الدولي |
| سبرينغ (شركة طيران)    | مطار تشنغدو تيانفو الدولي، مطار قوانغتشو باييون الدولي، مطار لانتشو تشونغ تشوان |
| خطوط تيانجين الجوية    | مطار أورومتشي ديوبو الدولي |
| West Air ‏              | مطار شينزين باوان الدولي، مطار تشنغتشو الدولي |